# Коттон, Джеймс
Джеймс Генри «Мистер супергармоника» Коттон (англ. James Henry «Mr. Superharp» Cotton; 1 июля 1935 года, Тьюника, Миссисипи, США — 16 марта 2017 года, Остин, Техас, США) — американский блюзовый харпер, вокалист и автор песен. Лауреат премии Грэмми в номинации «Лучший альбом традиционного блюза» (1996), десятикратный номинант Грэмми (1986, 1987, 1988, 1994, 1998, 2000, 2002 — как сольный исполнитель и с группой, 2004, 2013) . 11-кратный лауреат Blues Music Awards в номинациях «Исполнитель традиционного блюза» (1997, 2001, 2014), «Альбом акустического блюза» (1997), «Альбом традиционного блюза» (2003), «Альбом современного блюза» (1991), «Исторический блюзовый альбом» (2008), «Блюзовый исполнитель — иной/Блюзовый харпер» (1987, 1989, 1991), 21-кратный номинант Blues Music Awards в категориях «Исполнитель традиционного блюза» (2002, 2003, 2011), «Альбом традиционного блюза» (1991, 1997, 2005, 2011, 2014), «Альбом современного блюза» (1989), «Песня года» (2014), «Блюзовый харпер» (1997, 1998, 2001—2003, 2006, 2008, 2011, 2014), «Группа года» (1987), «Альбом года» (2014), Член Зала славы блюза (2006). По утверждению Бобби Блэнда Джеймс Коттон был его единокровным братом.

## Биография
Джеймс Коттон родился в Тьюнике, Миссисипи на плантации под названием  Bonnie Blue в 1935 году младшим из восьми братьев и сестёр в семье издольщиков Мозеса и Хэтти Коттон. Однажды на Рождество он получил губную гармонику в подарок, на которой он извлекал звуки, похожие на звуки поезда или крик цыплёнка, как это делала его мать. Джеймс Котттон стал интересоваться музыкой после того, как услышал по радио харпера Сонни Боя Уильямсона II, узнав тогда, что на губной гармонике можно играть. Он осваивал на слух композиции, который он слышал по радио и играл для работников на плантации, будучи слишком мал, чтобы собирать хлопок. К девяти годам Джеймса оба его родителя умерли и Коттон переехал со своим дядей в Вест-Хелену, Арканзас, где дядя (который делал контрабандный виски, играл в азартные игры и играл на блюзовом пианино) познакомил его Сонни Боем. Долгое время Коттон утверждал, что он рассказал Уильямсону что он сирота, и Уильямсон его забрал и вырастил, но позднее признал, что это было выдумкой. Тем не менее, именно Уильямсон стал первым учителем Джеймса Коттона. Уиляьмсон выступал в джук-джойнтах повсюду в Миссисипи и Арканзасе, и нередко у него на разогреве играл маленький Джеймс Коттон. Поскольку Коттон был слишком мал, чтобы заходить внутрь, он играл на ступеньках этих джук-джойнтов, иногда зарабатывая больше денег на чаевых снаружи, чем Сонни Бой зарабатывал на концерте внутри
Затем Уильямсон уехал в Милуоки, оставив свою группу на попечение Джеймса Коттона. Как потом говорил Коттон «Он просто отдал её мне, но я не смог удержать вместе этих взрослых музыкантов, я был ещё молод и взбалмошен». Затем Коттон играл на улицах Мемфиса, позже он познакомился с Хаулином Вулфом, и начал выступать с ним, так же гастролируя по джук-джойнтам. KWEM, радиостанция в Западном Мемфисе, Арканзас, в 1952 году предоставила возможность ежедневного 15-минутного выступления 17-летнему музыканту, что повысило его популярность. Он также выступал каждые выходные в клубе, но имел дневную работу водителем грузовика, развозившего лёд.  
В первый раз сделал собственную запись в 1953 году в Мемфисе на Sun Records, в 1954 году записал мощный электрический «Cotton Crop Blues» с фуззовой гитарой Пэта Хэйра. В 1955 году Коттона заметил Мадди Уотерс и пригласил работать с ним. До 1957 года он работал с Уотерсом только на концертах: записи делал штатный харпер Уотерса Литтл Уолтер, а в 1957 году Джеймс Коттон частично заменил Уолтера, и работал в группе Уотерса в течение десяти лет.   
В 1965 году Джеймс Коттон собрал собственную группу Jimmy Cotton Blues Quartet с Отисом Спэнном, выступал и записывался с ней в перерывах между сессиями Уотерса. Vanguard Records выпустила в 1966 году сплит-альбом Chicago/The Blues/Today! с Отисом Рашем и Хоумстик Джеймсом и в том же году Джеймс Коттон покинул коллектив Мадди Уотерса. В 1966 году он гастролировал с Дженис Джоплин и занимался сольной карьерой, создав в 1967 году группу James Cotton Blues Band, которая в основном исполняла популярные стандарты 1950-1960 годов. Две его собственные песни «Seems Like Yesterday» и «Late Night Blues» были записаны на концерте в Монреале в 1967 году, но выпущены были лишь в 1998 году. James Cotton Blues Band начала играть в большей степени блюз-рок чем блюз, гастролировала по всей стране и во второй половине 1960-х записала несколько альбомов.   
В 1970-х Коттон записал несколько альбомов на Buddah Records. В это время он записывался или выступал как сайдмен едва ли не со всеми звёздами блюза (и не только, в его активе например совместные выступления с Led Zeppelin, Карлосом Сантаной и Китом Ричардсом), включая запись получившего Грэмми альбома Мадди Уотерса Hard Again. Сам Коттон получил первую из десяти номинаций на Грэмми в 1986 году, а в 1996 году стал лауреатом Грэмми. С 1987 года Джеймс Коттон стал собирать премии и номинации Blues Music Awards, за время карьеры будучи трижды признан лучшим исполнителем традиционного блюза и трижды — лучшим харпером. В 2006 году Джеймс Коттон был введён в Зал славы блюза. 
Джеймс Коттон был известен также как шоумен, одним из элементов его шоу были сальто на сцене.
В середине 1990-х ему был диагностирован рак гортани, но он продолжил гастролировать, используя певцов своей группы как лид-вокалистов. Джеймс Коттон продолжал активно записываться и выступать — в США, Канаде, Европе, Японии и Южной Америке, — почти вплоть до смерти. Его последний альбом Cotton Mouth Man, в очередной раз номинант на Грэмми, вышел в 2013 году и был записан с участием целой плеяды звёзд блюза: Грегом Оллманом, Джо Бонамассой, Рути Фостер, Уорреном Хайнесом, Keb’ Mo’, которые исполнили вокальные партии 
Джеймс Коттон умер от пневмонии 16 марта 2017 года в возрасте 81 года в медицинском центре в Остине, штат Техас, оставив после себя жену, двух дочерей, сына и  многочисленных внуков и правнуков. Был похоронен 11 июля 2017 года на Техасском государственном кладбище в Остине. Ещё В 1991 году Смитсоновский институт добавил одну из его губных гармошек в свою постоянную коллекцию. 
Chicago Tribune заявляла, что «Коттон — ключевое звено в цепочке великих блюзовых исполнителей на губной гармошке — Сонни Бой Уильямсон II, Литтл Уолтер, Джуниор Уэллс. Иногда он переигрывает Rolling Stones».
Living Blues отозвался о музыканте как «Игра Коттона закрепила его место в высшем эшелоне мастеров блюзовой губной гармошки: этот мясистый тон, это мощное рыдание, жгучие высокие ноты — они вызывают дрожь по всему позвоночнику. Пламенная, неподражаемая, яростная атака, доминирование и сила. Его неисчерпаемый талант так же глубок, как и блюз, который он играет».
New York Times: «Мощная, сильно усиленная губная гармошка мистера Коттона (обычно он играл с микрофоном, плотно прижатым к инструменту) оказала влияние на творчество нескольких крупных блюз-роковых групп той эпохи, среди которых Allman Brothers, Paul Butterfield Blues Band и Electric Flag».
The San Francisco Examiner написала что «Джеймс Коттон — неподражаемая легенда блюза. Его стенающая губная гармошка сводит с ума. Его импровизации на тему блюза полны веселья и хорошего юмора. Блюз не может быть лучше».

## Избранная дискография

### Альбомы
- 1965: Chris Barber Presents Jimmy Cotton и
- 1965: Chris Barber Presents Jimmy Cotton — #2 (два EP, записанные с группой Barber’s British)
- 1966: Chicago/The Blues/Today!, Vol. 2 (Vanguard Records) сплит-альбом с Отисом Рашем и Хоумстик Джеймсом
- 1967: Seems Like Yesterday (Live at the New Penelope Café, Montreal, Canada) (Just A Memory/Justin Time Records JAM-9138, выпущен в 1998)
- 1967: Late Night Blues: Live at the New Penelope Café 1967 (Just A Memory/Justin Time JAM-9140 выпущен в 1998)
- 1967: The James Cotton Blues Band (Verve)
- 1968: Cut You Loose! (Vanguard)
- 1968: Pure Cotton (Verve)
- 1968: Cotton in Your Ears (Verve)
- 1970: Taking Care of Business (Capitol)
- 1974: 100 % Cotton, c Мэттом Мёрфи (Buddah Records)
- 1975: High Energy, c Мэттом Мёрфи (Buddah)
- 1976: Live & On the Move, c Мэттом Мёрфи (Buddah)
- 1977: Breakin' It Up, Breakin' It Down, c Мадди Уотерсом и Джонни Винтером (Epic/Legacy Records, выпущен в 2007)
- 1982: Two Sides of the Blues (Quicksilver)
- 1984: High Compression (Alligator Records)
- 1986: Live from Chicago: Mr. Superharp Himself (Alligator)
- 1987: Take Me Back (Blind Pig Records)
- 1988: Recorded Live at Antone’s Night Club (Antone’s Record Label)
- 1990: Harp Attack!, с Джуниором Уэллсом, Кэри Беллом и Билли Бранчем (Alligator)
- 1990: Mystery Train (Rounder Records) сплит-альбом с Джуниором Паркером и Пэт Хейр.
- 1991: Mighty Long Time (Antone’s)
- 1993: 3 Harp Boogie (Tomato Records) перевыпуск Two Sides of the Blues.
- 1994: Living the Blues (Verve)
- 1995: Best of the Verve Years (Verve) сборник из The James Cotton Blues Band, Pure Cotton, and Cotton in Your Ears.
- 1996: Deep in the Blues (Verve)
- 1999: Best of the Vanguard Years (Vanguard) сборник из Chicago/The Blues/Today!, Vol. 2, and Cut You Loose!.
- 1999: Superharps, с Билли Бранчем, Чарли Масселуайтом и Шуга Рэй Норча (Telarc Records)
- 2000: Fire Down Under the Hill (Telarc)
- 2002: 35th Anniversary Jam of the James Cotton Blues Band (Telarc)
- 2004: Baby, Don’t You Tear My Clothes (Telarc)
- 2010: Giant (Alligator)
- 2013: Cotton Mouth Man (Alligator)

С Мадди Уотерсом
- Muddy Waters Sings «Big Bill» (Chess, 1960)
- At Newport 1960 (Chess, 1960)
- Muddy, Brass & the Blues (Chess, 1966)
- Live at Mr. Kelly’s (Chess, 1971)
- Can’t Get No Grindin' (Chess, 1973)
- Hard Again (Blue Sky, 1977)
- Muddy «Mississippi» Waters — Live (Blue Sky, 1979)
- King Bee (Blue Sky, 1981)

С Отисом Спэнном
- The Blues Never Die! (Prestige, 1964)
- Otis Spann's Chicago Blues (Testament, 1966)

С Джонни Винтером
- Nothin' but the Blues (Blue Sky, 1977)